# Кюменлааксо
Кюменлааксо (фин. Kymenlaakso, швед. Kymmenedalen) — область на юге современной Финляндии. На юге омывается Финским заливом, на юго-востоке — государственная граница с Российской Федерацией (Ленинградская область), на северо-востоке с областью Южная Карелия, на севере — с Южное Саво, на северо-западе — с Пяйят-Хяме, на юго-западе — с Уусимаа.

## Муниципалитеты
Кюменлааксо состоит из 7 общин:
1. Район Коувола
  1. Коувола
2. Район Котка-Хамина
  1. Хамина
  2. Котка
  3. Миехиккяля
  4. Пюхтяа
  5. Виролахти

## Экономика
По ВВП на душу населения в 2017 г. регион занимал 7-е место (из 19 регионов) в Финляндии с показателем 32 290 евро на человека.